# Атинска демократија
Атинска демократија (од грч. δημοκρατια, сложенице састављене од демос (δημος) - народ и кратос (κρατος) - сила, односно владавина) је први облик демократског друштва у историји човечанства.
Развила се у старогрчком граду-држави Атини у 5. веку п. н. е.
Атинска демократија се везује за Периклову владавину. Концепт је заснован на томе да је законодавна, извршна и судска власт прешла је у руке већине, тачније већине слободних грађана мушког пола.
Већина становништва коју су чинили метеци, жене и робови су и овом државном уређењу нису могли да учествују у политици и у јавном животу полис.
Атинска демократија је била робовласничка, односно имала је све елементе робовласничког типа државног уређења.